# Sant Gabriel de Cabrils
Sant Gabriel de Cabrils és una capella del veïnat de Cabrils, pertanyent a la comuna d'Aiguatèbia i Talau, de la comarca del Conflent, a la Catalunya del Nord.
És situada a Cabrils, o Mas de Cabrils, petit veïnat situat a l'extrem de llevant del terme, en una mena d'apèndix que arriba molt a prop d'Oleta. És al costat de la Torre de Cabrils.